# Osvald Käpp
Osvald Käpp, též uváděný jako Oswald Käpp (17. února 1905 Tallinn, Estonsko – 18. dubna 1995 Snohomish, USA) byl estonský zápasník. Startoval na třech olympijských hrách, vždy v obou stylech. Největšího úspěchu dosáhl v roce 1928 na hrách v Amsterdamu, kde ve volném stylu vybojoval zlatou medaili v lehké váze.

## Životopis
Než se v roce 1923 dostal k zápasu, věnoval se gymnastice a basketbalu.
Poprvé se na mezinárodní scéně představil v roce 1924 na olympijských hrách v Paříži. V zápase řecko-římském vypadl v pérové váze ve čtvrtém kole a obsadil dělené osmé místo, ve volnostylařské soutěži vypadl v lehké váze v prvním kole a obsadil dělené deváté, tedy poslední místo.
Prvního výraznějšího úspěchu dosáhl v roce 1926, když vybojoval stříbro na mistrovství Evropy v zápase řecko-římském v lehké váze. O rok později vybojoval ve stejné kategorii evropský bronz.
V roce 1928 startoval, opět v obou stylech, na olympijských hrách v Amsterdamu.
Ve volném stylu dosáhl svého životního úspěchu, když v lehké váze vybojoval zlatou medaili. V řecko-římském stylu se mu již tolik nedařilo, v lehké váze vypadl ve třetím kole a obsadil dělené deváté místo.
V roce 1929, během Velké hospodářské krize emigroval do spojených států a usadil se v New Yorku. V roce 1929 se stal šampionem AAU v zápase řecko-římském, v letech 1930 a 1931 pak šampionem AAU ve volném stylu, vše v lehké váze. Po sezoně 1931 ukončil aktivní sportovní kariéru.
V roce 1932, měsíc před olympijskými hrami v Los Angeles, byl osloven s nabídkou reprezentovat rodnou zemi (Z finančních důvodů si nemohlo Estonsko dovolit vyslat své sportovce do USA, oslovili tedy sportovce zde trvale žijící). Käpp nabídku nejprve odmítl, ale nakonec se nechal přesvědčit. Roční pauza v tréninku však byla znát. Ve volném stylu nastoupil v lehké váze a vypadl ve druhém kole. V řecko-římském zápase pak nastoupil ve velterové váze a vypadl ve třetím kole.
V civilním životě se živil jako cukrář, v Talinu pracoval v továrně na cukrovinky. Po emigraci do Spojených států si otevřel malou pekárnu v New Yorku.